# 巴拿馬文件
巴拿馬文件（英語：Panama Papers）是巴拿马的莫薩克—馮賽卡律師事務所在2016年遭國際調查記者同盟（ICIJ）揭露的一批机密文件，包含了该律师事务所自1970年代開始所列有關21.4萬家離岸金融公司的詳細資料共1150萬筆，揭露了各國政治人物，權貴財閥們刻意隱藏，未經曝光的海外資產。經國際調查記者同盟全面分析，該公司有近三分之一的業務是來自其位於香港及中國大陆的辦公室，使得中國成為該公司最大的市場，而其香港辦公室是業務最忙的辦公室。國際調查記者同盟負責中國項目的記者期望巴拿馬文件可為中國反腐工作提供重要線索。
英國廣播公司稱，文件內容牽涉到全球72名前任或現任國家元首、政府首腦或其家人，其中包括乌克兰总统彼得·波罗申科、已因为此事件觸發全國強烈抗議，狼狽辭職之冰岛总理西格蒙杜尔·古恩劳格松、时任英国首相大衛·卡麥隆之父伊恩·唐納德·金馬倫、马来西亚首相纳吉·阿都拉萨、中共中央总书记習近平的姐夫邓家贵等人士。ICIJ同時承認，設立離岸公司不代表當事人一定有透過離岸公司進行不法活動；南德日報分析，對于一般法制不全，貪腐嚴重的國家而言，開設離岸公司很自然成為政客商家們的避稅避查手段 - 许多中国企业都喜欢利用离岸业务将总公司地址注册在海外。文章报道又称其中至少有8名中国共产党高级领导人及其亲属的名字。这些人的家属都是政治局在任或前任常委委员，是中国权力最大的机构。该报报道称这些中国共产党高级领导人及其亲属开设离岸企业的目的可能是隐瞒自己的财富，或者是能够隐姓埋名地在中国展开投资。
文件由一匿名者化名為「John Doe」於2015年提供給南德意志報。報方將文件與國際調查記者同盟分享，後者動用了全世界來自72個國家與地區的116個媒體組織，以一年的時間整理這些文件，並於2016年4月3日公布初步結果。完整清單已於同年五月初透过专门网站公布。

## 背景
2014年底一位匿名的告密者用加密的網路聊天連絡上一名南德意志報的記者巴先·歐伯馬爾（Bastian Obermayer）。南德意志報先前曾於另一起莫薩克—馮賽卡律師事務所的文件洩漏案件中向德國政府舉報不法。該告密者稱自己的人身安全受到威脅，堅持使用加密通訊，並且拒絕和任何人會面。在歐伯馬爾與告密者交涉的過程中，他們不時更換加密的通道，並使用密語來確認雙方的身份，在每次和告密者通訊完後，歐伯馬爾也都立刻刪除所有的通訊紀錄。在看了一部份的文件後，報社連絡了曾經處理離岸解密等文件洩漏新聞的國際調查記者同盟。
這次洩漏的文件總共有2.6TB，是史上最大的洩密案，相較之下2010年的維基解密中資料只有1.73GB。歐伯馬爾對於文件如何從告密者轉交至他手上的過程語多保留，這麼大的文件無法用電子郵件傳送、但以匿名的方式郵寄加密的硬碟非常容易。在取得文件後，國際調查記者同盟建立了一個需要二步驟驗證的網路資料庫。網址用加密的電子郵件寄給了全球各大報社中參與本次報導的記者。網站上還附有即時通訊功能，讓記者可以互相幫忙，協助解讀不同語言的文件，有些地區的記者也辦了會面。在一年多的整理過程中，有些外人得知了這個案件，但資料庫本身並未外流。因為文件中的許多人並不是公眾人物，而且也不一定涉及違法，國際調查記者同盟的主席表示他們不打算像維基解密那樣不負責任地把所有的文件公開，而會示範如何進行負責任的新聞報導。
在2016年4月3日新聞向大眾公開的前一週，歐伯馬爾銷毀了所有用來和告密者溝通的硬碟和電話。他至今不知道告密者的真實身分。

## 流出
媒體協議後同步發佈的資料文檔共一千一百萬份，全部來自於莫薩克—馮賽卡律師事務所，全世界第四大的離岸金融管理公司。超過2.6TB的資料載明了140個政治人物相關的離岸公司。國際調查記者同盟的總監杰拉德·赖尔，形容這是因文件洩漏造成的，對離岸金融有史以來最沉重的打擊。被暴露的資料远超过先前的维基解密美国外交电报事件（1.7 GB）、离岸解密（260 GB）、卢森堡泄密事件（4 GB）和瑞士泄密事件（3.3 GB）的规模。泄密数据主要包括电子邮件、PDF文件、照片和莫萨克—冯赛卡律师行内部数据库。内容涵盖了从1970年代到2016年早春。泄密内容包括4,804,618份电子邮件、3,047,306份数据库格式文件、2,154,264份PDF文件、1,117,026张图片、320,166份文本文件、2,242份其他文件。
早期公布的文件，顯示了許多高階政治人物與他們的親屬的權錢關係。包括矢志打擊腐敗的阿根廷總統毛里西奧·馬克里，在巴哈馬擁有一個從未曝光的貿易公司。衛報則報導，文件顯示FIFA倫理委員會的一個成員與FIFA收賄的前副主席歐金尼奧·菲格雷有違反利益衝突的關係。文件提及140名政治人物中，當中有12名在任與前任國家領導人，除了俄羅斯總統普京的親信、中共中央總書記習近平姐夫鄧家貴、英國首相戴维·卡梅伦的父親外，亦有提及烏克蘭總統彼得·波罗申科、马来西亚首相纳吉·阿都拉萨、冰島總理西格蒙杜爾·貢勞格松等，以及前埃及總統穆巴拉克、利比亞已故領導人卡達菲、敍利亞總統巴沙爾·阿薩德等。
针对显示各国首脑和名人利用避税天堂的实际情况的文件曝光一事，美国司法部等欧美各国当局相继针对有关人物的行为是否违法展开了调查。文件包含了欧洲和亚洲的首脑相关人士等，被曝光的政治家等正被迫作出解释。

## 涉事人员及披露内容

### 欧洲

#### 俄罗斯
文件中提到多家離岸公司由俄羅斯大提琴家謝爾蓋·羅爾杜金（Sergei Roldugin）擁有。羅爾杜金青少年時期就與普京相識，是普京女兒瑪麗亞的教父。羅爾杜金的公司文件表明：「公司是一個主要用於保護公司最終受益擁有人而建立的一個企業屏障」。這個大提琴家此前告訴記者他不是商人。他參與到複雜的離岸交易中讓人懷疑他只是充當別人的門臉。

#### 冰岛
冰岛总理西格蒙杜爾·貢勞格松在该国政府救援银行行动中有未申报的利益。西格蒙杜爾被指以一家秘密的離岸公司名义，将数以百万美元计的投资隐藏在该国的银行中。事先查閱過文件的瑞典電視節目“Uppdrag granskning”記者，在文件公布前以其他理由採訪西格蒙杜爾，問到關於離岸公司的議題，西格蒙杜爾先是表示他的財產一切透明公開，他本人與離岸金融毫無關係，可是當記者說出他所開設的空殼公司名稱時，他先是說話結巴，接著面露不悅並離開現場拒絕繼續訪問。西格蒙杜爾在文件公布後拒絕下台的舉動已經引發了冰島數千人上街抗議，要求他辭職。

#### 英国
- 安东尼·班福德（英语：Anthony Bamford）[19]：曾向保守党捐款400万英镑，在2013年进入上议院并成为終身貴族
- 戴维·罗兰（英语：David Rowland (property developer)）[19]：曾向保守党捐款380万英镑，前保守党财务主管
- Stonehage Fleming[19]：曾向保守党捐款超过40万英镑，包括直接对戴维·卡梅伦的捐款
- Juniper Equities Trading[19]：以离岸基金向保守党提供25万英镑贷款，所有权结构不透明
- 托尼·比金厄姆（英语：Tony Buckingham）[19]：曾向保守党捐款10万英镑

#### 乌克兰
文件顯示时任烏克蘭總統彼得·波罗申科把其拥有的如勝糖果集團的收入放在英屬維爾京群島的離岸公司，其本人称此举是为把财产交由盲目信托管理。

### 亚洲

#### 中华人民共和国
中國大陆牽涉其中的重要政治人物包括三位時任中共中央政治局常委的家人，包括中共中央總書記習近平的姐夫鄧家貴、劉雲山的儿媳妇贾丽青和張高麗的女婿李圣泼，國務院前總理李鵬與其女李小琳，全國政協前主席賈慶林的外孫女李紫丹，與前政治局委員薄熙來妻子谷開來的商業夥伴、法國人帕特里克·德維利耶等。其中一份文件显示鄧家貴於2009年在英屬維爾京群島成立兩間空殼公司，鄧家貴是空殼公司唯一董事與股東。并没有证据显示这家公司已经注销或者停止活动。又根据中国商人王健林自述，邓家贵夫妇在万达上市前将万达的股份卖给自己，并且邓家贵夫妇在2013年10月将手中北京秦川大地投资有限公司股权转让给曾在其手下工作十三年的徐再胜手中。李鵬的女兒李小琳則以香港護照避過莫薩克—馮賽卡律師事務所的背景審查，以在歐洲国家列支敦士登成立一間名為「Fondation Silo」的基金公司。李紫丹於美國史丹福大學攻讀學士時，是英屬維尔京群島一間註冊公司的唯一股東。根据法新社的报道，至少有8位现任或前任政治局常委牵涉到其中。
根據傳媒報導可整理出以下具体牵涉人物：
- 鄧家貴：習近平姊姊的丈夫齊橋橋。
- 賈麗青：中共第十八屆中央政治局常委、中央書記處書記劉雲山兒媳，前中國公安部部長賈春旺之女。
- 李圣潑：中共第十八屆中央政治局常委、國務院副總理張高麗女婿，香港信義玻璃控股有限公司董事長李賢義之子。
- 陳東升：原中國共產黨中央委員會主席毛澤東外孫女婿，毛的外孫女孔冬梅之夫
- 胡德華：中共第二代領導集體主要人物、原中共中央總書記胡耀邦三子。
- 李小琳：原中華人民共和國國務院總理、中共第十三屆、十四屆、十五屆中央政治局常委李鵬之女。
- 田承剛：原中國國務院副總理、中共第十二屆、十三屆、十四屆、十五屆中央政治局委員、中央書記處書記田紀雲之子。
- 李紫丹：原中國全國政協主席、中共第十六屆、十七屆中央政治局常委賈慶林外孫女，賈慶林女兒賈薔之女。
- 曾慶淮：原中國國家副主席、中共第十六屆中央政治局常委曾慶紅之弟。
- 李伯潭：原中國全國政協主席、中共第十六屆、十七屆中央政治局常委賈慶林之女婿
- 栗小兵：中共第二代領導集體核心、中共元老鄧小平的外甥女
- 俞一平：中共第二代領導集體核心、中共元老鄧小平的外甥女婿
- 帕特里克·德維利耶：法国公民，原中共重慶市委書記、中共第十七屆中央政治局委員薄熙來之妻谷开来（又名薄谷开来）的商业合伙人。
- 沈國軍：中国银泰投资有限公司董事长，與香港影星成龙同為一家2008年注册在英属维爾京群岛的龙梦有限公司的股东。
- 宗馥莉：中国宏胜饮料集团总裁、杭州娃哈哈集团公司董事长兼总经理、亿万富翁宗庆后之女。
- 樓繼偉：中華人民共和國財政部部長。
- 苗圩：中華人民共和國工业和信息化部部长[29]。

根据BBC报道指出，中国公民利用离岸公司交易并不违法，但是根据党章，中共当局禁止官员以及他们亲属利用职权和关系谋取私利。國際調查記者聯盟（ICIJ）取得巴拿馬的莫薩克—馮賽卡律師行文件，揭示國際權貴精英如何利用避稅港收藏財富。英國BBC稱，文件披露，至少8名中共政治局現任或前任常委的家族成員，有開設離岸公司。不过ICIJ同时承认，设立离岸公司不代表当事人一定有透过离岸公司进行不法活动。中國大陸也是此次事件當事方莫薩克·馮塞卡律所設點最多的地區。

#### 中华民国
調查發現至少2725家境外公司註冊的地址與台灣有關、至少有90人持有中華民國護照。這90位台灣人中，疑似涉及總統當選人蔡英文的家人和藝人吳奇隆。
事件曝光之初，有媒體發佈報導指台灣有1.6萬名客戶涉及此事，包括疑似蔡英文二哥的蔡瀛陽、魏應充、王文洋等人，但後來證實這些相關報導均來源於ICIJ在2013年發布的境外公司資料庫，與本次從巴拿馬莫薩克·馮塞卡律師事務所無關。
同年5月10日凌晨，網路資料庫公布，臺灣共有1萬9571名客戶，2906家境外公司，資料中的名人，除公布的吳奇隆外還有蔡瀛陽等人，企業方面，則有台積電上榜。台積電企業訊息處處長孫又文表示是為美元避險成立，絕無逃漏稅。

#### 朝鲜
據英國廣播公司(BBC)及英國《衛報》報導，幫助朝鮮核計劃獲得資金的朝鮮掛名公司DCB金融(DCB Finance)，亦為莫薩克‧馮賽卡律師行的客戶。
在朝鮮首次進行核試的2006年，該公司在英屬維爾京群島(BVI)註冊，公司的登記人為公司派駐中國的代表、朝鮮官員金哲三(Kim Chol-Sam)和奈吉爾·考伊(Nigel Cowie)。後者是1995年移居朝鮮的英國銀行家，並成為朝鮮首家外資銀行“大同信貸銀行”的主管，而DCB恰為該銀行的分支。文件亦顯示，DCB金融登記地址為朝鮮首都平壤，但律師行未能留意到DCB金融與朝鮮的關係。直到英屬維爾京群島金融調查局于2010年發信要求提供DCB金融的詳情才知曉，律所于同年9月終止服務。而莫薩克·馮賽卡律師行在2013年8月一封外洩的電子郵件中，承認對此缺乏盡職審查。
2013年6月，DCB金融被指為兩間主理核武計劃的朝鮮機構提供財務服務，與金哲三、及考伊主理的朝鮮大同信貸銀行，一同被列入美國財政部的制裁名單。美國政府指大同信貸銀行向朝鮮礦業發展貿易公司及朝鮮端川商業銀行等以協助朝鮮开发核武与远程弹道导弹工作為目的的金融機構提供服務。

#### 巴基斯坦
包括总理纳瓦兹·谢里夫的三个子女在内的多人出现在文件中，他们被指开设离岸公司以达到避税目的。但纳瓦兹·谢里夫的女儿瑪麗安·納瓦茲·謝里夫在个人Twitter上表示否认。
2017年7月28日，巴基斯坦終審法院裁定因巴拿馬文件被調查的謝里夫表現不誠實而不再符合擔任公職的資格。不久之後，總理辦公室宣佈他辭任總理。

#### 马来西亚
据文件显示，2009年纳吉成为马来西亚首相之际，其次子纳茲夫丁成为了一家英属维京群岛公司——「Jay Marriot国际有限公司」的董事，该公司由莫萨克·冯赛卡公司于2009年设立，至2013年不再活跃。

### 美洲

#### 美国
目前公布的名单里尚未有美国相关的政治人物，这引起了包括巴基斯坦日报在内的一些媒体的质疑。 Wikileaks在4月5日通过官方twitter账户接连发表了若干消息，指责美国政府在背后支持國際調查記者同盟，并且有选择的公布泄漏名单，从而达到一些政治目的。 NBC新闻分析巴拿马文件中无美国人的原因有三点：文件总数多达1100万份，有待后续调查的深入；美国人进行类似的活动可能选择其他律师事务所而非莫萨克·冯赛卡。在美国境内和境外有大量的公司帮助有钱客户设立离岸空壳公司，其本身合法；美国本身就是避税天堂。一项对避税天堂的金融保密指数排名显示，美国全球排名第三，仅居瑞士和香港之后，远高于巴拿马的第13位。新闻最后指出，美国不在其中也无法弱化巴拿马文件所暴露问题的严重性。纽约时报的分析也称，美国人在本就属于避税天堂的美国境内就可以依法设立空壳公司，无需去到巴拿马进行类似活动，是本次文件泄漏事件中未出现美国人的原因之一。《南德意志报》的主编史蒂芬·普勒辛格则对已公布文件内没有美国人一事作出回应：“接下来会捅出什么？等着瞧吧。”普勒辛格事后称其说辞并非结论，但文件中至少有200名美国人的护照复印件。

## 回應和影響

### 中华人民共和国
在2016年4月5日中华人民共和国外交部舉行的例行記者會上，有記者詢問此事，新聞發言人洪磊僅表示：“对于这种捕风捉影的东西，我们不作评论。”
後有外国媒體记者多次追问，發言人洪磊仍舊表示：“我对此不作评论”。這一表態是截至目前為止中國官方針對“巴拿馬文件”事件的唯一公開表態，這一發言被国际媒体所报道，但外交部在其网站上公佈的新聞發佈會文字稿中刪去了這些內容。
4月7日，被媒體點名涉及此次風波的胡德华作为中國大陸首位公開出面回应事件者接受了香港《明報》、香港有线电视等媒体的访问。他表示，他开设离岸公司Fortalent是为了帮助個人開設的泰利特科技有限公司在香港上市，当时有意願從事进出口贸易，但之后上市失败，他仍舊保留了離岸公司Fortalent，每年做年审，既無资产亦未经营，無註銷的必要。他還稱，自己是“堂堂正正”地以真名實姓與中華人民共和國护照完成注册。胡德華稱，公司註冊于2000年左右，與其父胡耀邦1989年逝世已相隔十余年，此事跟胡耀邦無甚關聯，不會影響父親的清廉聲譽。在被問及“巴拿马文件”中關於中國高層領導人親屬擁有離岸公司的披露是否有很大的影响时，胡德华認為中國內地民眾未必知曉此事。
4月8日，中華人民共和國外交部部長王毅在北京与来访的德国外交部長施泰因迈尔举行联合记者会，在回應記者提出的有關“巴拿马文件”的問題時，他表示：“至于你提到的一个所谓文件，我们看到巴拿马方面也在作出一些表白和澄清。恐怕我们首先要把它搞清楚到底是怎么回事。”他同時表示不會就北京方面是否會對此事展開調查置評。王毅也是截至目前公开回应“巴拿马文件”風波的最高级别的中国官员。
“巴拿马文件”关键字在中国网络上遭到屏蔽。各大主流媒体如新浪、网易、腾讯、搜狐、凤凰等相关报导已被大量删除，微博等社交网站上的相关内容也被屏蔽和删除。使用百度、360搜索、搜狗、必应等搜索引擎搜索“巴拿马文件”时，均提示因法律原因无法显示结果。但QQ没有将巴拿马文件视为敏感词。在中國國內主要的網絡平台上，涉及“巴拿馬文件”事件的討論遭到噤聲，有網友以“姐夫”一詞（此次事涉中國最高領導人習近平的姐夫鄧家貴）隱晦地代指此次事件，微博上討論熱度曾登上熱度榜單第九位，但隨後便被平台撤下，話題遭到刪除。在問答平台“知乎”上，起初有許多隱晦地討論，一部分會以“造紙業”為標籤，甚至存在以“Panama Papers”為名的專題，后也面臨了同樣的處理方法。“姐夫”后成為微博、知乎、微信等社交平台上的敏感搜索詞彙。但根據測試，在百度搜索引擎輸入“Panama 文件”亦或是“巴拿馬 Papers”和“巴拿馬 中國”、“巴拿馬 洩密”均可以搜索到來自包括微博等平台的相關鏈接，但其中絕大部分鏈接均已失效，原文遭到刪除。
中國大陸境內媒體對“巴拿馬文件”相關事件鮮有報導，官方的《环球时报》纸质版在4月5日发表題為《偷或编“巴拿马文件”者绝非等闲之辈》的社评，文章主要認為此次事件是西方勢力針對“非西方世界政治精英和关键组织的一种新手段”。社評以操作者身份不明質疑此次爆料缺乏可靠性，并指責西方媒體掌握著“分析闡釋權”，出於意識形態與價值觀的因素而在打擊非西方政治人物上形成了統一戰線。社評中有提及俄羅斯總統普京與冰島總理夫婦陷入風波，而對有中國政界人物相關人士涉及事件則隻字未提。但該篇社評后亦無法再其官網上尋得。該篇社評發出後，輿論反響不一，但普遍趨於負面。傳統媒體方面，以外媒報導摘編為主要內容的官方新華社主辦的《參考消息》在4月5日以半版的篇幅，匯總了題為《“巴拿馬文件”洩露世界名流洗錢內幕》和《“新避稅綠洲”巴拿馬》的報導，文中同樣絲毫未提及有中國相關人士涉及此次風波。也有一些官方報導（包括新華社等官方媒體的外語種新聞服務）提及“巴拿馬文件”，但一般只報導娛樂圈人士或體育明星涉及逃稅一類的報導，同樣均未提及有與中國政界相關的人物牽涉進此次事件。
新華社在報導冰島總理西格蒙杜爾辭職一事時，刻意避開了“巴拿馬文件”和冰島當地爆發的大規模民眾示威，而只是泛称其辞职原因是“没有申报与妻子共同拥有一家公司的情况”，是被反对党要求的。其他的媒體也只是簡單地轉載了該篇新華社通稿，且並未放置在頁面的顯著位置。另有媒體報導指應中共官方宣傳機構的要求，各媒體自查自删平台上涉及“巴拿马文件”泄露事件所有相关内容，包括新闻报道及微博、微信、论坛、社区、贴吧、云盘、评论等互动环节，且不得跟進有關“巴拿馬文件”的報導。
2019年8月，由网飞出品，根据本事件改编电影《洗钱风云》入围第76届威尼斯国际电影节主竞赛单元，同时放出先导预告。短期间内，在微博等网站对本片的所有消息进行了封锁，豆瓣页面遭到清除。

### 中华民国
此次文件洩密事件曝光后，立法院、行政院均作出回应。民进党立法院党团总召集人柯建铭表示，会和上任后的新政府讨论该法案；国民党、时代力量党团也对“反避税条款”的法制化表示支持。同時财政部长张盛和表示，近期会将“反避税条款”报到行政院，再送入立法院审查。这一版本的“反避税条款”草案规定，只要企业实际管理处所在台湾，就会被视为台湾企业课税，企业的境内外所得、财产交易所得、海外股权移转等都要申报课税，并称会就“巴拿马文件”成立解密小组，与天下杂志等机构合作，尽快了解相关资料是否涉及逃税。
總統當選人蔡英文在4月6日表示，無論避稅或是逃漏稅，只要存在違法情形，都應當詳加徹查；而對於「反避稅條款」，則希望朝野盡速達成共識，在立法院本會期內完成立法，如若政權交接之前該案子尚未完成立法，未來新政府會將此列優先法案，盡速完成立法。

### 冰岛
冰岛当地时间4月5日星期二，由于巴拿马文件洩漏，冰島進步黨的副主席西于聚尔·英伊·约翰森，在冰島國家廣播公司RUV上面宣布西格蒙杜爾·戴維·貢勞格松辞职。從巴拿馬法律公司洩漏的文件顯示西格蒙杜爾與離岸公司有聯繫，這引發了首都處的大規模的示威，巨大的民眾壓力迫使西格蒙杜爾下台。